# Ленсиони, Факундо
Факундо Валентин Ленсиони (исп. Facundo Valentín Lencioni; род. 14 февраля 2001, Рафаэла) — аргентинский футболист, полузащитник клуба «Бельграно».

## Клубная карьера
Ленсиони — воспитанник клуба «Бельграно». 25 апреля 2021 года в матче против «Нуэва Чикаго» он дебютировал в Примера B Насьональ. В 2022 году игрок помог клубу выйти в элиту. 29 июля 2023 года в матче против «Росарио Сентраль» он дебютировал в аргентинской Примере. 25 октября в поединке против «Сентраль Кордова» Факундо забил свой первый гол за «Бельграно».